# استن‌دام
استن‌دام (به هلندی: Oostendam) یک روستا در هلند است که در ریدرکرک واقع شده‌است. استن‌دام ۶۴۰ نفر جمعیت دارد.